# Аляскинська течія
Аля́скинська течія́ — тепла вітрова течія, що проходить у Тихому океані та омиває північно-західне узбережжя Північної Америки.
Аляскинська течія — продовження північного відгалуження течії Куросіо.
Швидкість Аляскинської течії бл. 1,5 км/год.
Температура бл. +12°.